# Hetztheater

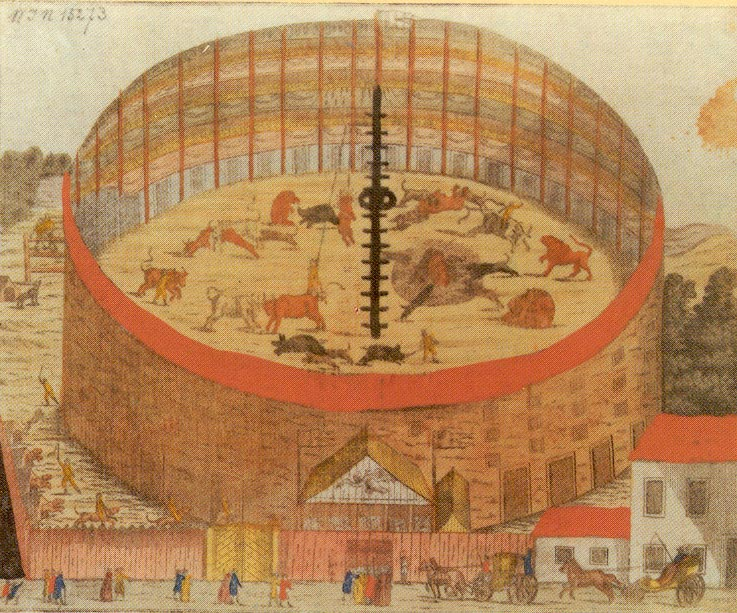
Das Hetztheater in Wien, 18. Jahrhundert

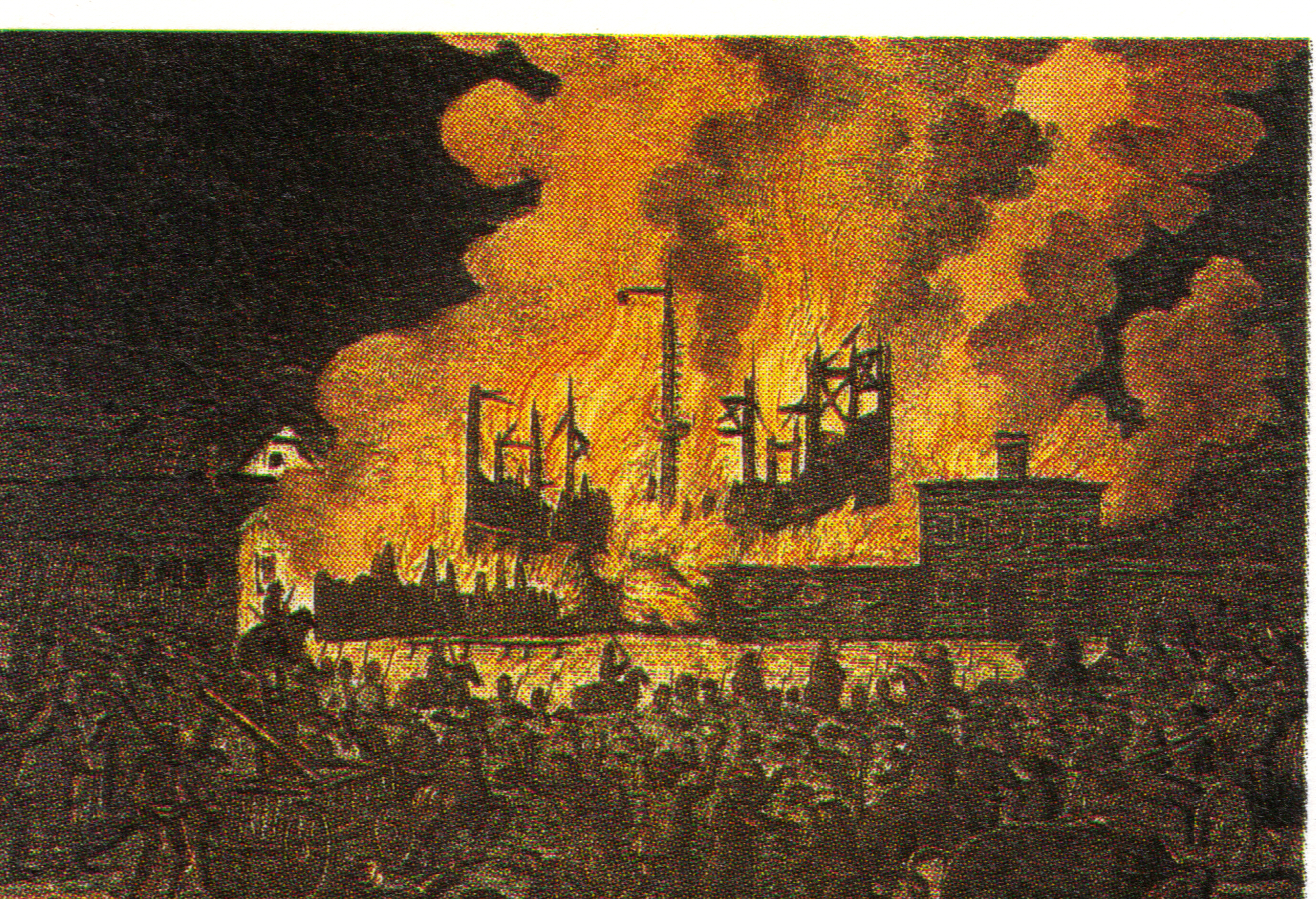
Der Brand des Hetztheaters Stich von Hieronymus Löschenkohl

Das Wiener Hetztheater (eigentlich „k. k. privil. Hetzamphitheater unter den Weißgebern“ im heutigen 3. Bezirk Landstraße) existierte von 1755 bis 1796 hauptsächlich als Ort für inszenierte Tierkämpfe. Ähnliche Anlagen befanden sich zur Barockzeit u. a. auch in Berlin (Hetzgarten), Bratislava (Hetzhaus), Budapest (Hetzamphitheater nahe dem Waitzner Tor), Brünn (Amphitheater), Graz (Hetzamphitheater), Nürnberg (Fechthaus), Königsberg (Hetzgarten), Paris (Barrière de Combat), Prag (Hetzinsel), Moskau (Amphitheater vor dem Twerer Tor), Regensburg (Hetztheater am Steinweg) oder Warschau (Amphitheater).

## Geschichte
Vor und parallel zu der Institutionalisierung von Tierkämpfen wurden in Wien inszenierte Tierkämpfe und Tierhetzen dargeboten. Sowohl im adelig-höfischen Umfeld (z. B. das sog. „Fuchsprellen“) als auch im volkskulturellen Bereich (z. B. Ochsenhetzen am Ochsengries in Wien) waren solcherart Praktiken ein fester Bestandteil einer Alltags- und Unterhaltungskultur.
Ein erstes Wiener Theater für Tierhetzen existierte seit 1708 in der östlichen Vorstadt Leopoldstadt. Die niederländischen Kaufleute Martin Stöppel und Johann Dörning veranstalten Tierkämpfe „außer der Tabor Schanz“. Ab 1720 fanden diese Tierkämpfe im Gasthaus „Zum schwarzen Adler“ statt. 1738 bis 1743 bestand ein weiteres am Heumarkt – errichtet von Antonio Galli da Bibiena (ca. 1697–1774) und Antonio Corradini (1688–1752) errichteten –, das wegen mangelnden finanziellen Erfolges eingestellt wurde. Der Franzose Carl Defraine (1727–1768) ließ 1755 vor dem Stubentor das Hetzamphitheater errichten, das unmittelbar nach seinem Tod unter die Leitung der obersten Hof-Theatral-Direction fiel und den Namen „k. k. privil. Hetzamphitheater unter den Weißgerbern“ erhielt. Nach Defraines Tod wechselte die Pachtung mehrmals. Zu den Pächtern zählten u. a. Giuseppe Affissio (1722–1788), Johann Nepomuk Koháry (1733- ca. 1780), Frank Schrey, Andreas Ulram (Wundarzt bei der Ungarischen Leibgarde) sowie die letzten Pächter Anton und Johann Duschl. Mit einem Fassungsvermögen für bis zu 3000 Personen stellte das Hetzamphitheater das größte Theater Wien seiner Zeit dar.
Am 1. September 1796 brannte das Hetztheater unmittelbar nach einer Vorstellung ab, wobei zwei Löwen, ein Panther und mehrere Bären zu Tode kamen – es überlebte lediglich ein Wisent. In der Folge wurde von Kaiser Franz II. keine Bewilligung für die Abhaltung von Tierhetzen mehr erteilt.
Sowohl der im Wienerischen sich vorfindende Dialektausdruck „Hetz“ (aber auch das im Polnischen vorliegende „heca“), der „Spaß“ ausdrückt, verweist auf das Hetzamphitheater, als auch der bis heute existierende Straße Hetzgasse, in der das Theater stand.

## Praktiken
Allwöchentlich an Sonn- und Feiertagen vom Frühling bis zum Spätherbst fanden im Hetzamphitheater Veranstaltungen statt. Der Großteil dieser waren zwar Tierkämpfe, zu denen vor allem der Kampf von Hunden gegen Bären, Ochsen, Wildschweinen, Stieren oder Hirschen gehörte. Jedoch war das Hetzamphitheater zugleich ein Veranstaltungsort für diverse Gastspiele: „Mit Kunstreiterei, akrobatischen Künsten, Seiltanz und Luftspringen, physikalischen Experimenten sowie pyrotechnischen Darbietungen wurden im Hetzamphitheater jene theatralen Formen zur Aufführung gebracht, die gemeinhin als Jahrmarktskünste gelten.“ Zu den Gastspielen gehörten u. a. Auftritte/Darbietungen des Feuerwerkskünstlers Johann Georg Stuwer (1732–1802), der Kunstreiter Johann Hyam (1733–1816), Johann Kolter oder Peter Mahyeu, der Akrobaten Franz Kleinschneck und Magarini oder der Physiker Johann Wolfgang und Georg Christoph Melber.

## Ankündigungen (Hetzzettel)
Eine Besonderheit bieten die Ankündigungen für die Tierhetzen. Ab den 1780er Jahren veränderten sich die sog. „Hetzzettel“ (Theaterzettel des Hetzamphitheaters) maßgeblich. Innerhalb einer Nummerndramaturgie wurden die Tiere in den einzelnen Nummern anthropomorphisiert und bestialisiert, mittels eines besonderen metaphorischen Sprachgebrauchs wurde ihnen in den kleinen Narrativen Nationalitäten, menschliche Intentionen und Motivationen, kleine Biographien angedichtet. Sie waren „weitaus mehr als nur Ankündigungen mit Ort-, Zeit- und Preisangaben (…). Somit können die Hetzzettel selbst als ein eigenständiges Textgenre und ein dramaturgisches Element für Assoziationshorizonte verstanden werden, die beim Publikum in einem interaktiven Verhältnis mit den Hetzveranstaltungen Wahrnehmungsbrüche erzeugten“. Als potentielle Verfasser dieser Zettel gelten die Schriftsteller Johann Rautenstrauch (1746–1801) und Joachim Perinet (1763–1813).